# Halictus minor
Halictus minor är en biart som beskrevs av Morawitz 1876. Halictus minor ingår i släktet bandbin, och familjen vägbin. Inga underarter finns listade i Catalogue of Life.